# アクイーノ
アクイーノ（伊: Aquino）は、イタリア共和国ラツィオ州フロジノーネ県にある、人口約4,900人の基礎自治体（コムーネ）。

## 地理

### 位置・広がり
フロジノーネ県の南東部に位置するコムーネ。カッシーノから西へ11km、県都フロジノーネから南東へ34km、ローマから東南東へ110kmの距離にある。

#### 隣接コムーネ
隣接するコムーネは以下の通り。
- カストロチェーロ
- ピエディモンテ・サン・ジェルマーノ
- ピニャターロ・インテランナ
- ポンテコルヴォ

### 気候分類・地震分類
アクイーノにおけるイタリアの気候分類 (it) および度日は、zona C, 1286 GGである。
また、イタリアの地震リスク階級 (it) では、zona 2A (sismicità media) に分類される。

## 行政

### 分離集落
アクイーノには、以下の分離集落（フラツィオーネ）がある。
- Campitelli, Castelluccio, Filetti, Fornace, San Marco, Selvotta, Torre San Gregorio, Valli, Zammarrelli

## 人物
13世紀の神学者トマス・アクィナス（イタリア語ではアクイーノのトンマーゾ）の名は、この地に由来する。トマス・アクイナスは、アクイーノから北へ8kmほど離れたロッカセッカで生まれた。